# Le Défroqué
Pour plus de détails, voir Fiche technique et Distribution.
Le Défroqué est un film français réalisé par Léo Joannon, sorti en 1954.

## Synopsis
En 1945, à l’Oflag XIII, alors que l'aumônier du camp est mourant, il révèle qu'un des prisonniers lui a fait savoir qu'il avait été prêtre et demande sans l'obliger à recevoir l’extrême-onction. Par humanité, Maurice Morand dévoile son secret à ses codétenus et donne le sacrement au mourant. Un des détenus, Gérard Lacassagne, influencé par sa rencontre avec Morand, décide de consacrer sa vie à l’Église.
Après leur libération, malgré la désapprobation de sa famille et de son ancienne fiancée, Lacassagne persévère, aidé par son supérieur de séminaire, un ancien camarade de Maurice Morand, et la mère de ce dernier. Morand, rétabli comme professeur à la Sorbonne, publie un livre qui attaque frontalement la religion et son amitié avec le futur séminariste est encombrante pour ce dernier. Cependant, le jeune novice se fixe comme objectif de ramener Morand sur le droit chemin, et multiplie les tentatives pour le convaincre.
Après son ordination, Lacassagne rend une dernière visite à Morand, accompagné par la prière de tous leurs proches (cf. Communion des saints). Les deux hommes se disputent, l’ancien prêtre frappe son ami et rouvre une ancienne blessure, provoquant sa mort. Sur le point d'expirer, Lacassagne donne l'absolution à Morand, contrit et retrouvant ainsi la foi, mais devant aussi assumer le meurtre de son ami devant la justice des hommes.

## Fiche technique
- Titre : Le Défroqué
- Réalisation : Léo Joannon, assisté de Denys de La Patellière, Pierre Franchi et Maurice Delbez (non crédité)
- Scénario : Léo Joannon, Denys de La Patellière
- Dialogues : Roland Laudenbach
- Photographie : Nicolas Toporkoff
- Musique : Jean-Jacques Grünenwald
- Montage : Robert et Monique Isnardon
- Production : Alain Poiré, Roger Ribadeau-Dumas
- Tournages extérieurs : camp de Beauregard à La Celle Saint-Cloud entre septembre et novembre 1953
- Studios : Joinville
- Sociétés de production : Société Française de Cinématographie (SFC) et Société Nouvelle des Établissements Gaumont
- Pays :  France
- Genre : Drame
- Format : Noir et blanc - 1,37:1 - 35 mm - Son mono
- Durée : 107 minutes
- Date de sortie : 
  - France - 26 février 1954

## Distribution
- Pierre Fresnay : Maurice Morand
- Pierre Trabaud : Gérard Lacassagne
- Nicole Stéphane : Catherine Grandpré
- Marcelle Géniat : Mme. Morand
- Jacques Fabbri : L'ordonnance
- Abel Jacquin : Le père supérieur
- Georges Lannes : Le colonel
- Renaud Mary : L'antiquaire
- Guy Decomble : Le père Mascle
- René Havard : Un officier
- Christian Lude : Hubert Dumont-Clairville, dit "Le Satrape"
- Léo Joannon : Le chanoine Jousseaume
- Olivier Darrieux : Edouard
- Sylvie Février : La sœur de Gérard
- René Blancard : M. Lacassagne
- Arthur Devère : Le défroqué alcoolique
- Paul Faivre : L'évêque
- Lila Kedrova : L'épouse d'un défroqué
- Albert Michel : Un prêtre qui absout Mme Morand
- Charles Lemontier : L'entrepreneur de pompes funèbres
- Georges Géret : Un militaire
- Christian Argentin : Un officier
- Michel Salina : Le protestant
- Rémi Satz : Le directeur du séminaire
- Nicolas Amato : L'appariteur
- Daniel Mendaille : Un officier
- Jacques Denoël : Le garçon
- Philippe Richard : Le maître d'hôtel

## Récompenses
- Ours de bronze au Festival international du film de Berlin 1954.